# Ochsenfurter und Uffenheimer Gau und Gäulandschaft NÖ Würzburg
Ochsenfurter und Uffenheimer Gau und Gäulandschaft NÖ Würzburg este o arie protejată (arie de protecție specială avifaunistică — SPA) din Germania întinsă pe o suprafață de 22.162,14 ha, integral pe uscat.

## Localizare
Centrul sitului Ochsenfurter und Uffenheimer Gau und Gäulandschaft NÖ Würzburg este situat la coordonatele 49°36′00″N 10°00′05″E / 49.6°N 10.0014°E.

## Înființare
Situl Ochsenfurter und Uffenheimer Gau und Gäulandschaft NÖ Würzburg a fost declarat arie de protecție specială avifaunistică în septembrie 2006 pentru a proteja 18 specii de animale.

## Biodiversitate
Situată în ecoregiunea continentală, aria protejată nu include niciun habitat protejat.
La baza desemnării sitului se află mai multe specii protejate de  păsări (18): pescăruș albastru (Alcedo atthis), fâsă de luncă (Anthus pratensis), erete de stuf (Circus aeruginosus), erete cenușiu (Circus pygargus), prepeliță (Coturnix coturnix), presură sură (Emberiza calandra), presură de grădină (Emberiza hortulana), șoimul rândunelelor (Falco subbuteo), becațină comună (Gallinago gallinago), sfrâncioc roșiatic (Lanius collurio), sfrâncioc mare (Lanius excubitor excubitor), gaia roșie (Milvus milvus), codobatura galbenă (Motacilla flava), grangur (Oriolus oriolus), viespar (Pernis apivorus), mărăcinar (Saxicola rubetra), silvie de câmp (Sylvia communis), nagâț (Vanellus vanellus).